# Coroidite
La coroidite è una infiammazione della coroide dell'occhio. Può anche essere chiamata uveite posteriore.

## Tipologia della coroidite
Ci sono diversi tipi di coroidite:
- coroidite a focolaio
- coroidite disseminata
- coroidite diffusa.

Il primo tipo è caratterizzato da un'infiammazione a focolaio, il secondo da più focolai e mentre nel terzo l'infiammazione si presenta in tutta la coroide in maniera uniforme.

## Come si manifesta
La persona colpita da coroidite manifesta disturbi nella percezione dei colori e trova difficoltà nel calibrare la forma e le dimensioni degli oggetti.

## Terapia
È solito somministrare al paziente, al manifestarsi della coroidite, antibiotici, cortisonici o antinfiammatori.